# Calatafimi Segesta
Calatafimi Segesta oder kurz Calatafimi ist eine Gemeinde im Freien Gemeindekonsortium Trapani im Westen der Region Sizilien in Italien mit 6066 Einwohnern (Stand 31. Dezember 2023).

## Lage und Daten
Calatafimi Segesta liegt 35 km östlich von Trapani auf einer Höhe von 338 m s.l.m. im Gebiet des Flusses Freddo. Auf dem Gebiet der heutigen Gemeinde liegt die antike Stadt Segesta mit einem erhaltenen Tempel und einem antiken Theater. Die Einwohner leben hauptsächlich von der Landwirtschaft und von den in der Nähe liegenden Steinbrüchen, in welchen Gips abgebaut wird.
Vom Bahnhof Calatafimi, der außerhalb des Ortes liegt, gibt es eine Bahnverbindung nach Trapani. Die Fahrzeit beträgt etwa 30 bis 45 Minuten je nach Zug.
Die Nachbargemeinden sind Alcamo, Buseto Palizzolo, Castellammare del Golfo, Gibellina, Monreale (PA), Salemi, Santa Ninfa, Trapani und Vita.

## Geschichte
Die Stadt entstand rund um eine Burg der Byzantiner. Die Burg war strategisch wichtig und wurde von den Arabern umgebaut. 1860 gab es eine entscheidende Schlacht zwischen den Truppen Garibaldis und der Bourbonen. Die Insel wurde von Garibaldi erobert. Ein Denkmal erinnert an die Schlacht von Calatafimi. 1968 wurden die Wohnhäuser der Stadt durch ein Erdbeben stark beschädigt.

## Sehenswürdigkeiten
Die antike Stadt Segesta mit einem gut erhaltenen Tempel und einem Theater liegt etwa 6 km nordwestlich der Stadt. Das Kastell aus dem 13. Jahrhundert ist sehenswert und man hat einen schönen Blick auf den Tempel von Segesta. Die Kirche Chiesa Madre stammt aus dem 15. Jahrhundert, im Inneren befindet sich ein Marmoraltar aus dem Jahre 1514.

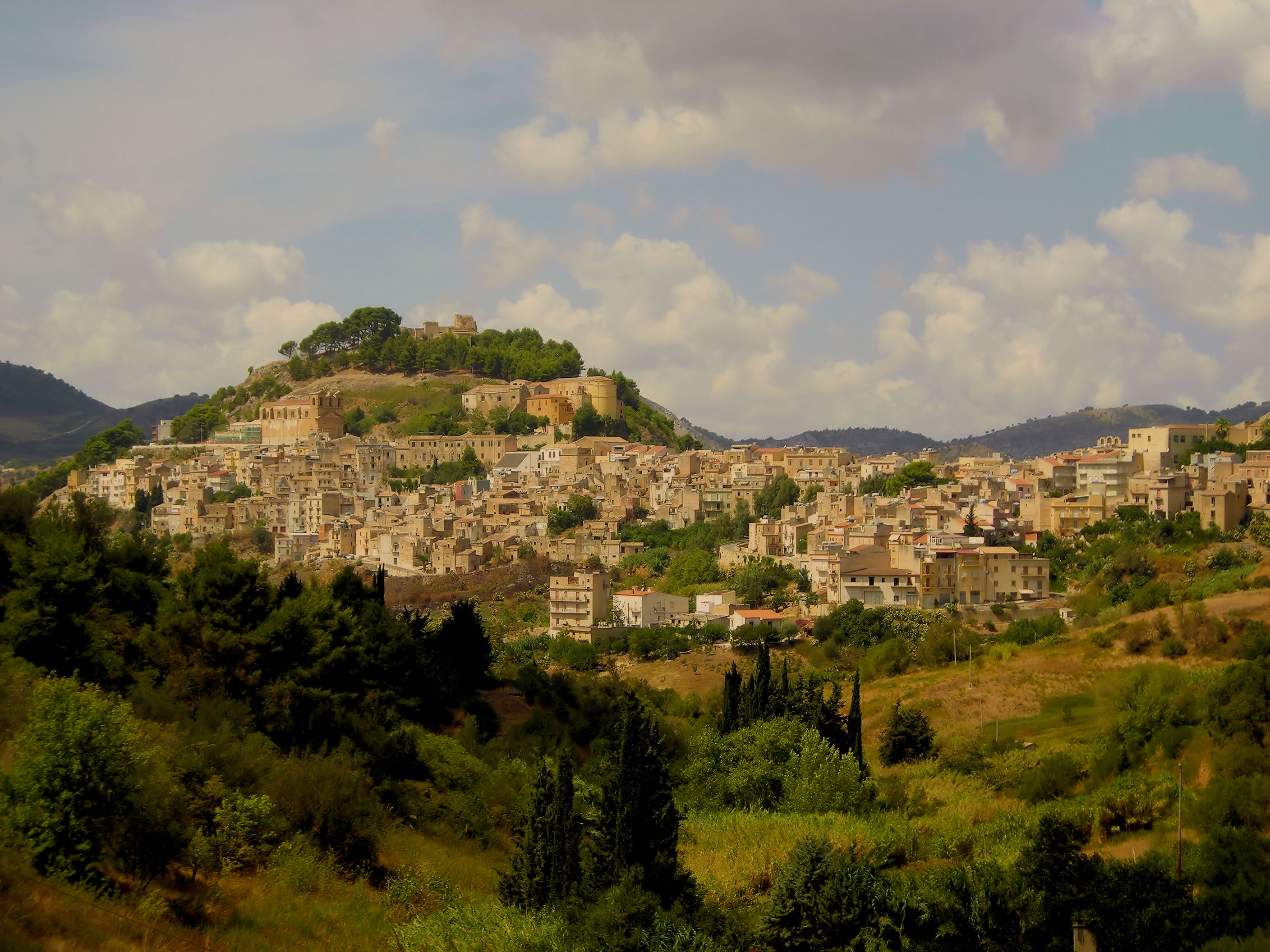
Calatafimi Segesta
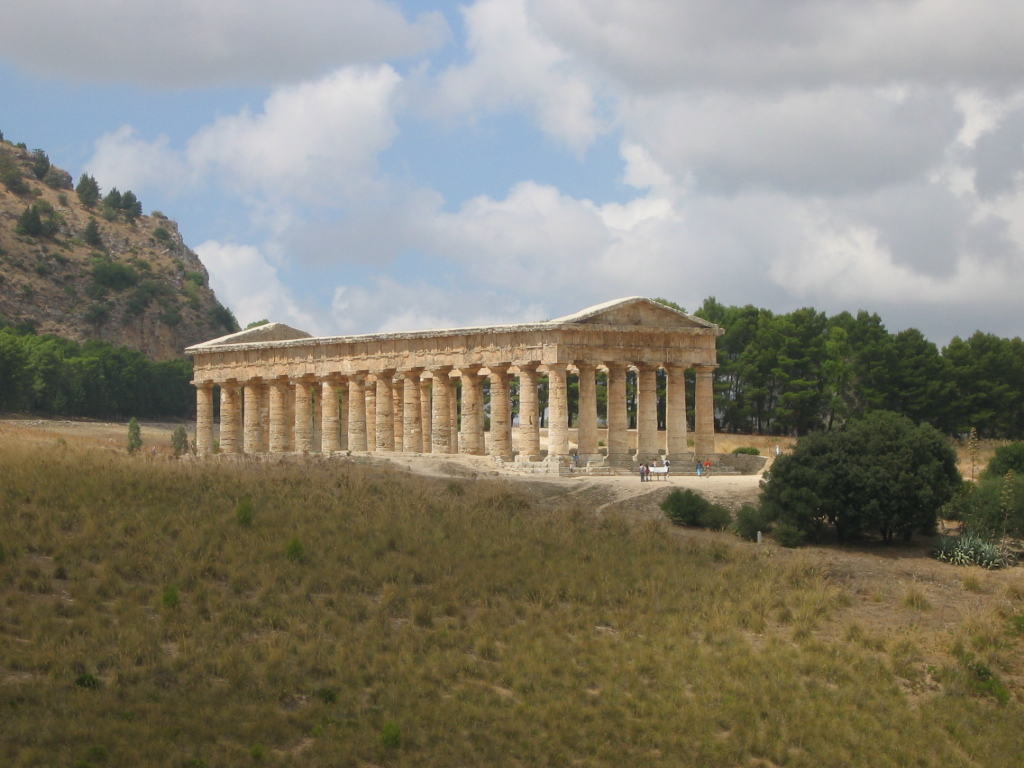
Tempel von Segesta
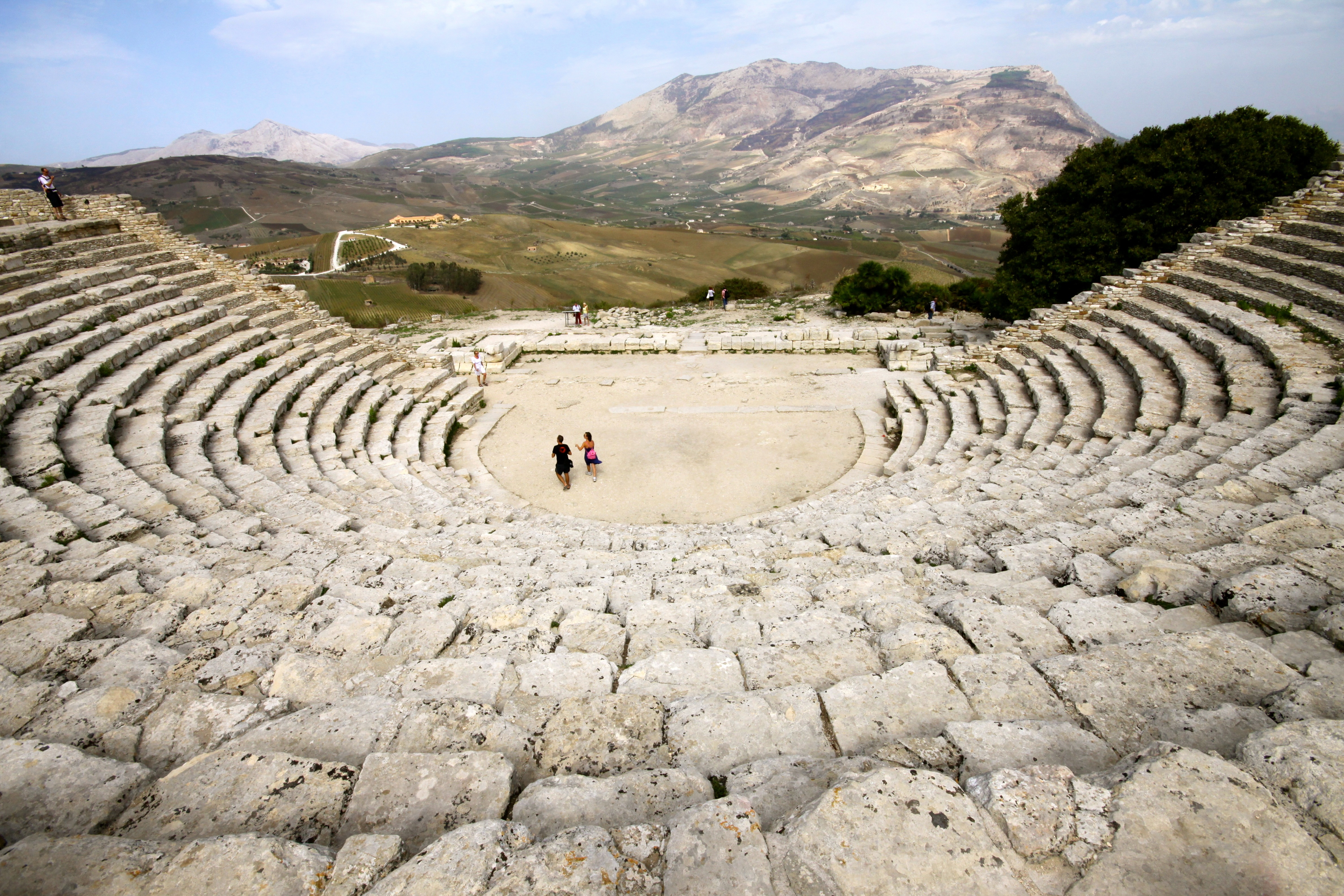
Theater von Segesta